# アムクワ・コミュニティ・カレッジ

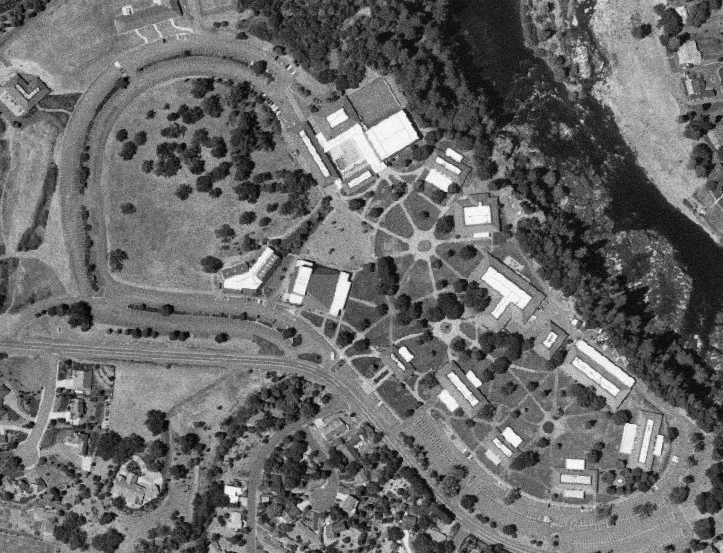
航空写真

アムクワ・コミュニティ・カレッジ（Umpqua Community College, UCC）は、アメリカ合衆国オレゴン州ローズバーグの約5マイル北に位置するコミュニティ・カレッジ。日本ではアンプクア・コミュニティーカレッジと呼称されることがある。

## 概要
凡そ1,000人のフルタイムの学生と15,000人のパートタイムの学生が在籍している。1964年の創立以来、ダグラス郡を中心とした地域に教育を提供している。

## 2015年の銃乱射事件
2015年10月1日午前10時半ごろ、アムクワ・コミュニティー・カレッジに武装した男が侵入して銃を乱射して、20人にけがを負わせ9人を殺害した。犯人は駆けつけた警察官との銃撃戦の末に射殺された。